# Slabbetje

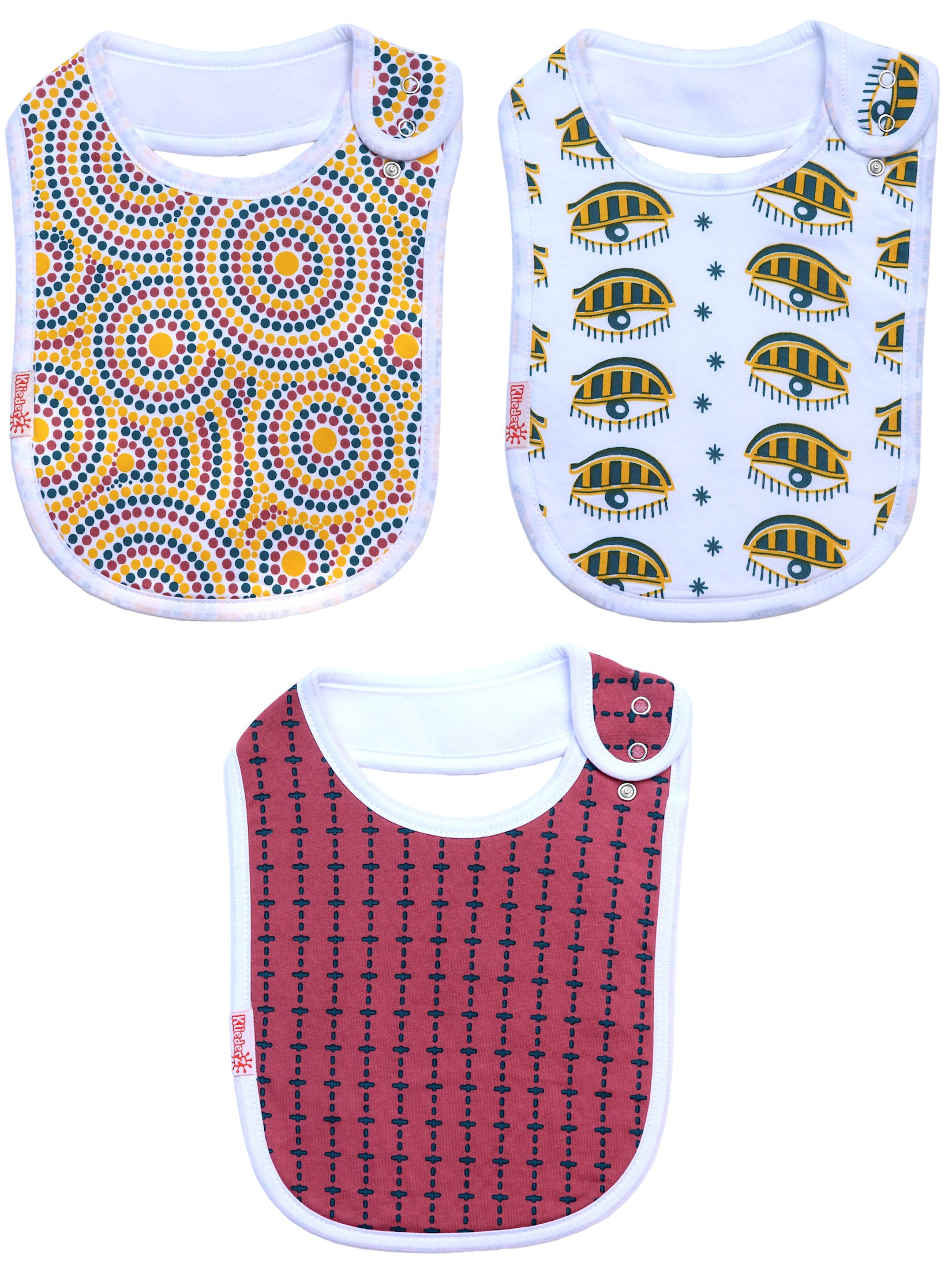
Slabbetjes 3 stuks voor baby van 6 maanden tot 3 jaar

Een slab of slabbetje, ook bekend als bavette, morslap, morsdoek, kwijllap, is een kledingstuk, vaak gedragen door baby's, maar soms ook door volwassenen, dat moet voorkomen dat voedselresten worden gemorst op kleding.
Sommige mensen dragen een slabbetje omdat ze coördinatieproblemen hebben bij het naar de mond brengen van voedsel.
Een slabbetje wordt gedragen voor de borst, en om de nek aan de achterkant vastgemaakt met veters, klittenband of een drukknop. Soms heeft een slabbetje geen sluiting en steekt het kind het hoofd door een gat. 
Het slabbetje kan gemaakt worden van textiel, kunststof, siliconen of papier. 

## Trivia
- Een slab is ook de benaming voor een strook bladlood die ingemetseld wordt boven een kozijn, of ergens anders in een buitenmuur, daar waar anders regenwater naar binnen kan dringen.